# يوجي هوري
يوجي هوري (باليابانية: 堀井雄二) (ولد في 6 يناير 1954 في جزيرة أواجي، اليابان) هو مصمم ألعاب فيديو ياباني وكاتب سيناريو، معروف بأنه صانع سلسلة ألعاب تقمّص الأدوار دراغون كويست (Dragon Quest)، وكذلك أول لعبة مغامرة رواية مرئية بورتوبيا سيريال كيلر كايس.

## السيرة الذاتية
تخرج من جامعة واسيدا قسم الأدب. كما عمل ككاتب حر للصحف، قصص مصورة والمجلات. صنع لعبة بورتوبيا سيريال كيلر كايس التي ألهمت فيما بعد هيديو كوجيما (صانع سلسلة ميتال جير الشهرة) للدخول في صناعة ألعاب الفيديو.

## أعمال
- دراغون كويست مانسترز جوكر
- دراغون واريور
- دراغون واريور 2
- دراغون واريور 3
- بورتوبيا سيريال كيلر كايس
- دراغون كويست سوردز